# 夕陽と共に
『夕陽と共に』（ゆうひとともに）は、1967年5月5日に発売されたザ・ワイルドワンズの楽曲である。

## 解説
- 作詞はザ・ワイルドワンズ、作曲は加瀬邦彦である。ドラム担当の植田芳暁がソロで歌ってヒットした。当時ドラムを演奏しながら歌うというのは珍しいことであったため、特に注目を集めた。
- B面は「可愛い恋人」（加瀬邦彦 作詞・作曲）。演奏はストリングスを基盤にしてスティール・ギターなどを使用している。
間奏で当時のワイルドワンズのパートにはないハモンドオルガンが演奏されているが、これはこの曲の編曲者・宮川泰の手によるものである。
- ワイルドワンズのシングル盤としては初めてステレオミックスで発売された。

## 収録曲
1. 夕陽と共に
  - 作詞:ザ・ワイルドワンズ／作曲:加瀬邦彦
2. 可愛い恋人(MY DREAM GIRL)
  - 作詞:加瀬邦彦／作曲:加瀬邦彦